# 雨果·马拉多纳
雨果·埃尔南·马拉多纳（Hugo Hernán Maradona，1969年5月9日—2021年12月28日），是一名阿根廷足球运动员和教练。他是迭戈·马拉多纳的弟弟。他曾在南美、欧洲、日本和加拿大的俱乐部担任中场球員，并且曾經是阿根廷阿根廷U-16国家队的成员。
2021年12月28日，雨果·马拉多纳在位於那不勒斯附近的家中因心臟病逝世，终年52岁。